# Brest Challenger 2024
Il Brest Challenger 2024 è stato un torneo maschile di tennis professionistico. È stata la 22ª edizione del torneo, facente parte della categoria Challenger 100 nell'ambito dell'ATP Challenger Tour 2024, con un montepremi di 148 000 €. Si è giocato dal 21 al 27 ottobre 2024 sui campi in cemento indoor della Brest Arena di Brest, in Francia.

## Partecipanti

### Teste di serie
| Nazionalità          | Giocatore        | Ranking* | Testa di serie |
| -------------------- | ---------------- | -------- | -------------- |
| Francia              | Hugo Gaston      | 77       | 1              |
| Bosnia ed Erzegovina | Damir Džumhur    | 100      | 2              |
| Francia              | Harold Mayot     | 103      | 3              |
| Italia               | Mattia Bellucci  | 106      | 4              |
| Regno Unito          | Billy Harris     | 110      | 5              |
| Kazakistan           | Michail Kukuškin | 111      | 6              |
| Serbia               | Laslo Đere       | 113      | 7              |
| Finlandia            | Otto Virtanen    | 116      | 8              |

* Ranking al 14 ottobre 2024.

### Altri partecipanti
I seguenti giocatori hanno ricevuto una wild card per il tabellone principale:
- Arthur Gea
- Manuel Guinard
- Matteo Martineau

I seguenti giocatori sono entrati in tabellone come alternate:
- Alibek Kachmazov
- Emilio Nava
- Carlos Taberner

I seguenti giocatori sono passati dalle qualificazioni:
- Jakub Paul
- Aleksej Vatutin
- Alexis Gautier
- Calvin Hemery
- Max Hans Rehberg
- Zsombor Piros

I seguenti giocatori sono entrati in tabellone come lucky loser:
- Adrian Andreev
- Benjamin Hassan
- Abedallah Shelbayh

## Punti e montepremi
| Torneo    | Torneo              | V      | F     | SF    | QF    | 2T    | 1T    | Q | Q2  | Q1  |
| Singolare | Punti               | 100    | 50    | 25    | 14    | 7     | 0     | 4 | 2   | 0   |
| Singolare | Premi in denaro (€) | 16 020 | 9 415 | 5 555 | 3 240 | 1 900 | 1 160 | – | 580 | 290 |
| Doppio    | Punti               | 100    | 50    | 25    | 14    | –     | 0     | – | –   | –   |
| Doppio    | Premi in denaro (€) | 6 845  | 4 050 | 2 400 | 1 420 | –     | 800   | – | –   | –   |

## Campioni

### Singolare
Otto Virtanen ha sconfitto in finale  Benjamin Bonzi con il punteggio di 6–4, 4–6, 7–6(6).

### Doppio
Nicolás Barrientos /  Skander Mansouri hanno sconfitto in finale  Jakub Paul /  Matěj Vocel con il punteggio di 7–5, 4–6, [10–5].